# Giacomo Conti (Maler)
Giacomo Conti (* 2. November 1813 in Messina; † 9. April 1888 in Florenz) war ein italienischer Maler aus Sizilien.

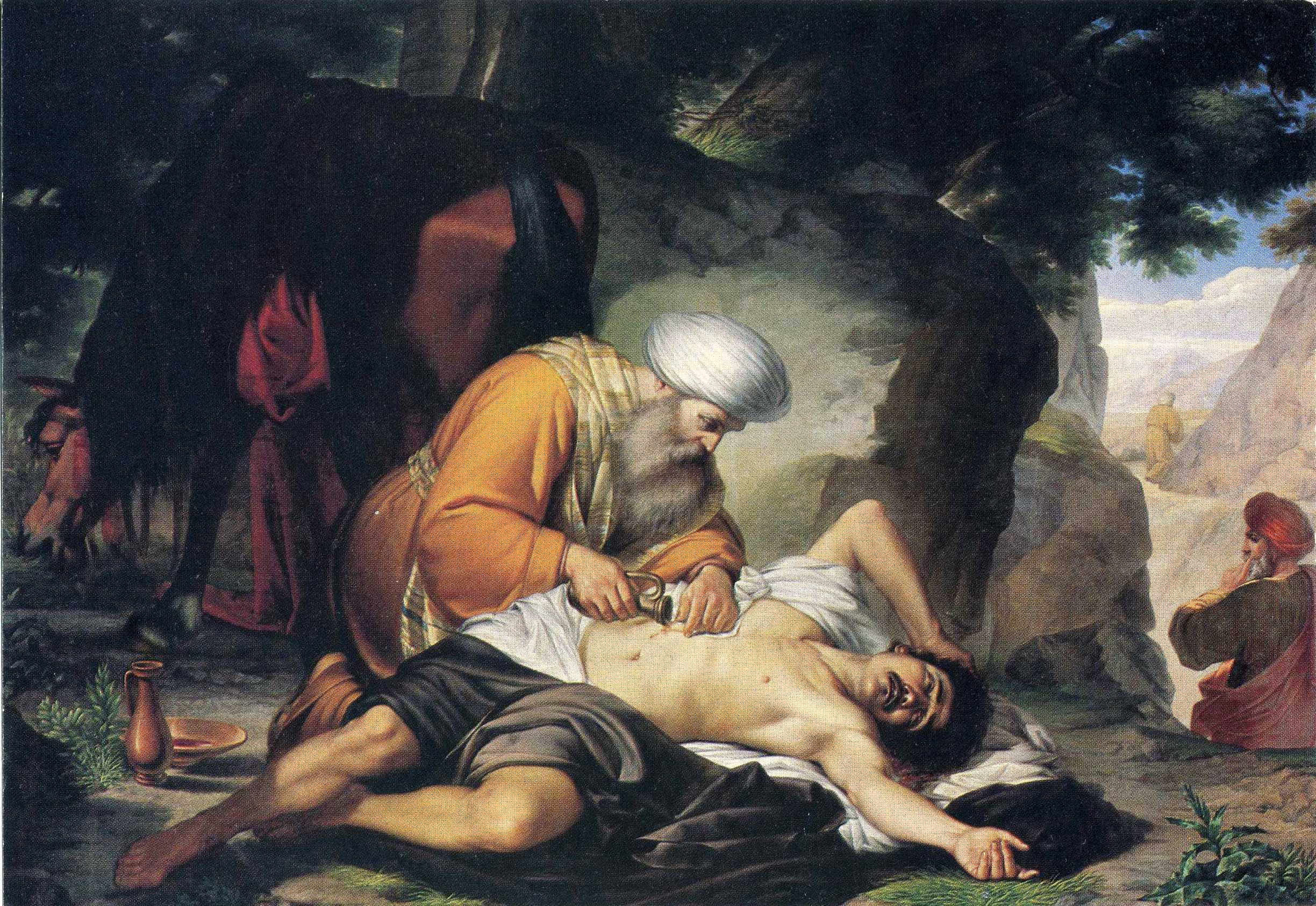
Giacomo Conti: „Der gute Samariter“. Museo Regionale di Messina

## Leben
Bekannt wurde Conti als Historienmaler und Maler religiöser Motive. Seine erste Ausbildung erhielt er von Letterio Subba (1797–1868) in Messina. Mit einem Stipendium seiner Heimatstadt ging Conti 1834 nach Rom an die Accademia di San Luca, wo Francesco Coghetti (1804–1865) und Francesco Podesti (1800–1895) seine Lehrer waren.
Ende 1836 kehrte er nach Messina zurück, wo er sich als Porträtist und Illustrator betätigte. 1843 bildete er sich am Istituto di Belle Arti in Siena weiter. In Florenz stellte er sein erstes Bild „La disfida di Barletta“ aus, das vom Großherzog Leopold II. erworben wurde. In Florenz entstand auch ein Zyklus von vier Gemälden mit Szenen aus dem Risorgimento.
Zahlreiche seiner für Messina gemalten Bilder und Fresken gingen bei dem großen Erdbeben von 1908 verloren, darunter die Gemälde „Die Sizilianische Vesper“ und „Romeos Tod“, sowie das Deckenfresko „Geschichte des Heiligen Benedikt“.
Er war auf Ausstellungen, unter anderem in Florenz (1861) und Turin (1884) vertreten.
Ein großer Teil seines künstlerischen Nachlasses befindet sich im Gabinetto Disegni e Stampe (Florenz) und in der Accademia di Belle Arti di Carrara.

## Werke (Auswahl)

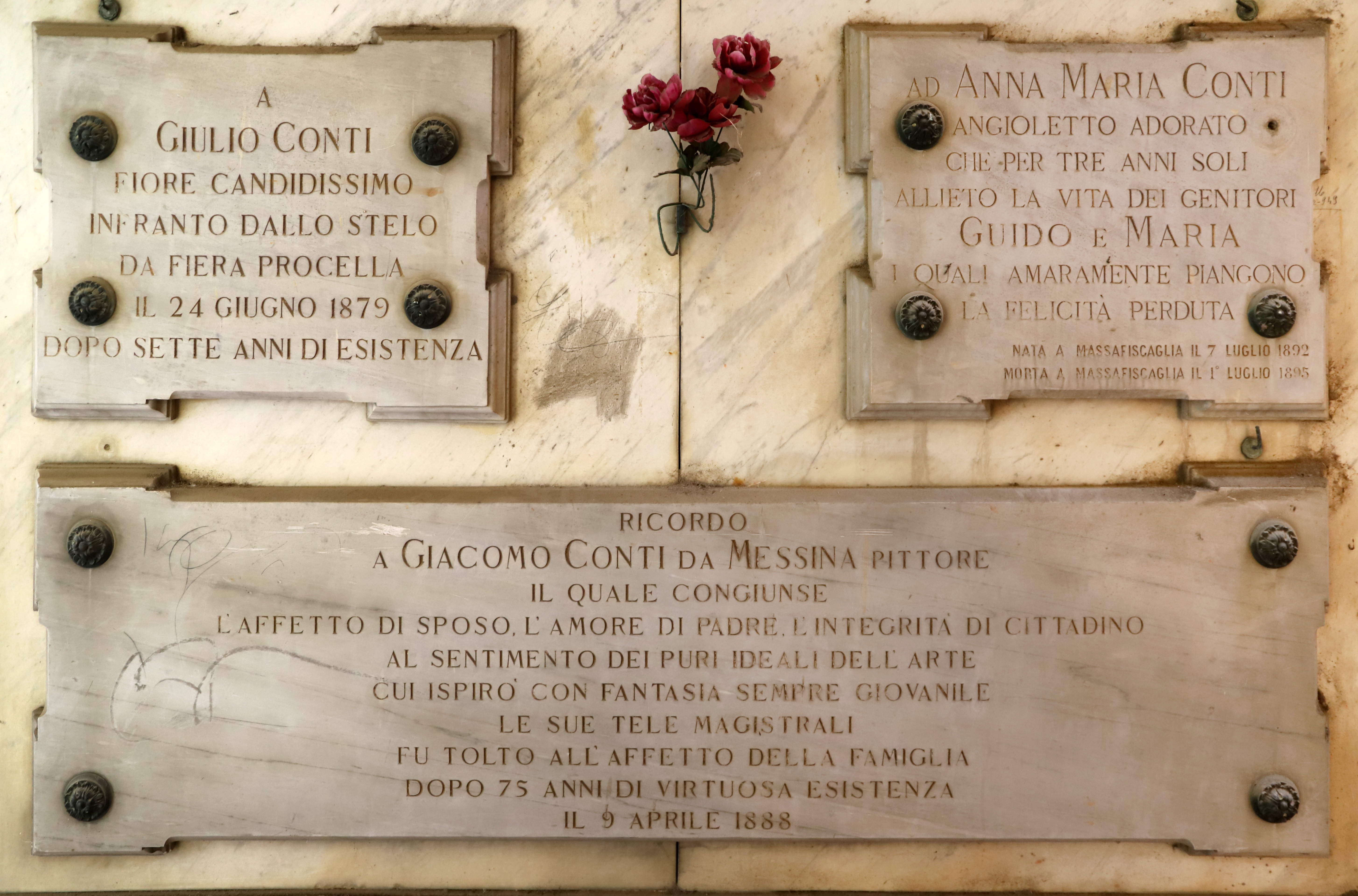
Das Tomb

- Teatro Vittorio Emanuele II (Messina) Deckenfresko (1859)
- Kathedrale San Sebastiano (Barcellona Pozzo di Gotto): „Martyrium des Heiligen Sebastian“ (1869)
- Accademia di Belle Arti (Carrara): Studie zu „Martyrium des Heiligen Sebastian“ und „Die Samariterin am Brunnen“
- Börse von Messina „Tanz der Stunden“
- Privatsammlung in Messina: „Tanz der Stunden“
- Krankenhaus „Collereale“ (Messina): Bildnis Giovanni Capece, Principe di Collereale
- Museo Regionale (Messina): „Das Gleichnis vom Guten Samariter“
- Accademia di San Luca (Rom): Kreidezeichnung einer männlichen Figur im Archiv